# Julien Bontemps
Julien Bontemps (Épinal, 1 de junio de 1979) es un deportista francés que compitió en vela en las clases Mistral y RS:X.
Participó en tres Juegos Olímpicos de Verano, obteniendo una medalla de plata en Pekín 2008 en la clase RS:X, el noveno lugar en Atenas 2004 (Mistral) y el quinto en Londres 2012 (RS:X).
Ganó dos medallas en el Campeonato Mundial de Mistral, oro en 2004 y bronce en 2002, y cinco medallas en el Campeonato Europeo de Mistral entre los años 1999 y 2004. También obtuvo dos medallas de oro en el Campeonato Mundial de RS:X, en los años 2012 y 2014, y tres medallas de plata en el Campeonato Europeo de RS:X entre los años 2008 y 2014.

## Palmarés internacional
| Campeonato Mundial | Campeonato Mundial  | Campeonato Mundial | Campeonato Mundial |
| Año                | Lugar               | Medalla            | Clase              |
| ------------------ | ------------------- | ------------------ | ------------------ |
| 2002               | Pattaya (Tailandia) | Medalla de bronce  | Mistral            |
| 2004               | Esmirna (Turquía)   | Medalla de oro     | Mistral            |
| Campeonato Europeo |                     |                    |                    |
| Año                | Lugar               | Medalla            | Clase              |
| 1999               | Puck (Polonia)      | Medalla de plata   | Mistral            |
| 2000               | Cádiz (España)      | Medalla de bronce  | Mistral            |
| 2001               | Marsella (Francia)  | Medalla de oro     | Mistral            |
| 2003               | Palermo (Italia)    | Medalla de oro     | Mistral            |
| 2004               | Sopot (Polonia)     | Medalla de plata   | Mistral            |

| Juegos Olímpicos   | Juegos Olímpicos   | Juegos Olímpicos | Juegos Olímpicos |
| Año                | Lugar              | Medalla          | Clase            |
| ------------------ | ------------------ | ---------------- | ---------------- |
| 2008               | Pekín (China)      | Medalla de plata | RS:X             |
| Campeonato Mundial |                    |                  |                  |
| Año                | Lugar              | Medalla          | Clase            |
| 2012               | Cádiz (España)     | Medalla de oro   | RS:X             |
| 2014               | Santander (España) | Medalla de oro   | RS:X             |
| Campeonato Europeo |                    |                  |                  |
| Año                | Lugar              | Medalla          | Clase            |
| 2008               | Brest (Francia)    | Medalla de plata | RS:X             |
| 2009               | Tel-Aviv (Israel)  | Medalla de plata | RS:X             |
| 2014               | Çeşme (Turquía)    | Medalla de plata | RS:X             |